# Šemso
Šemso je moško osebno ime.

## Izvor imena
Ime Šemso je moška oblika imena Šemsa.

## Različice imena
Šemsedin, Šemsi, Šemsudin

## Pogostost imena
Po podatkih Statističnega urada Republike Slovenije je bilo na dan 31. decembra 2007 v Sloveniji število moških oseb z imenom Šemso: 84. Med vsemi moškimi imeni pa je ime Šemso po pogostosti uporabe uvrščeno na 642. mesto.